# Simona Păucă
Simona Păucă (n. 19 septembrie 1969, Azuga, România) este o fostă gimnastă română de valoare mondială și antrenoare de gimnastică, actualmente retrasă din activitatea competițională, dublă medaliată cu aur la Jocurile Olimpice de vară din 1984 desfășurate la Los Angeles, Statele Unite ale Americii).

## Biografie
Simona Păucă s-a stabilit în satul Roșiori, comuna Valea Vinului, județul Satu Mare, s-a măritat cu Gheorghe Rus și au două fetițe, ulterior mutându-se în Cluj-Napoca.
Simona Păucă mai are o fetița dintr-o căsătorie anterioară, despre care nu dorește sa vorbească. Conform aceleiași surse de informație, fosta sportivă, este antrenoare de gimnastică la Clubul Sportiv Municipal din Cluj.